# Hans Thuar
Hans Thuar (født 29. oktober 1887 i Treppendorf, bydel i Lübben (Spreewald); død 24. oktober 1945 i Bad Langensalza, Thüringen) var en tysk maler. Han malede hovedsageligt landskaber og regnes for at høre til den rhinske ekspressionisme.
Familien Thuar flyttede 1896 til Köln, hvor Hans Thuar lærte August Macke at kende, et venskab der varede til Mackes død i 1. verdenskrig.
Ved en alvorlig ulykke med en sporvogn 1899 mistede den unge Hans Thuar begge ben. Under det lange hospitalsophold hjalp Macke ham blandt andet ved at introducere ham til maleriet.
Fra 1907 til 1910 studerede han på Kunstakademiet i Düsseldorf.
| - Værker af Hans Thuar - Messdorf, 1911 - Et fældet træ Gefällter Baum, 1912 - Hus ved kanal Haus am Kanal, 1925 |